# بازگشت به مبارزه
بازگشت به مبارزه (انگلیسی: Back in Action) یک فیلم کمدی اکشن آمریکایی محصول ۲۰۲۵ به کارگردانی ست گوردون از فیلم‌نامه‌ای است که او با برندان اوبراین نوشته است. جیمی فاکس، کامرون دیاز، اندرو اسکات، کایل چندلر و گلن کلوز در آن ایفای نقش کرده‌اند.
این فیلم توسط سرویس استریمینگ نتفلیکس در ۱۷ ژانویه ۲۰۲۵ توزیع شد و نقدهای مختلطی از سوی منتقدان دریافت کرد.

## بازیگران
- جیمی فاکس
- کامرون دیاز
- اندرو اسکات
- جیمی دمتریو
- کایل چندلر
- گلن کلوز

## تولید
فیلمبرداری اصلی از ۲ دسامبر ۲۰۲۲ تا ۹ مارس ۲۰۲۳ در لندن انجام شد. در اواخر فوریه ۲۰۲۳، دیاز صحنه‌هایی را در رودخانه تیمز گرفت. فیلمبرداری در ۲۷ مارس در آتلانتا آغاز شد و در اواخر آوریل به پایان رسید.

## واکنش نقادانه
در وبگاه جمع‌آوری نقد راتن تومیتوز، ٪۲۴ از ۵۱ بررسی منتقدان مثبت است و میانگینِ امتیاز آن ۴٫۴۰/۱۰ است. این فیلم در متاکریتیک که از میانگین وزنی استفاده می‌کند، بر اساس نظر ۲۱ منتقدین امتیاز ۴۷ از ۱۰۰ را کسب کرده که نشان‌گر «نقدهای مختلط یا متوسط» است.